# 阿卜杜勒-拉赫曼·易卜拉欣·索里

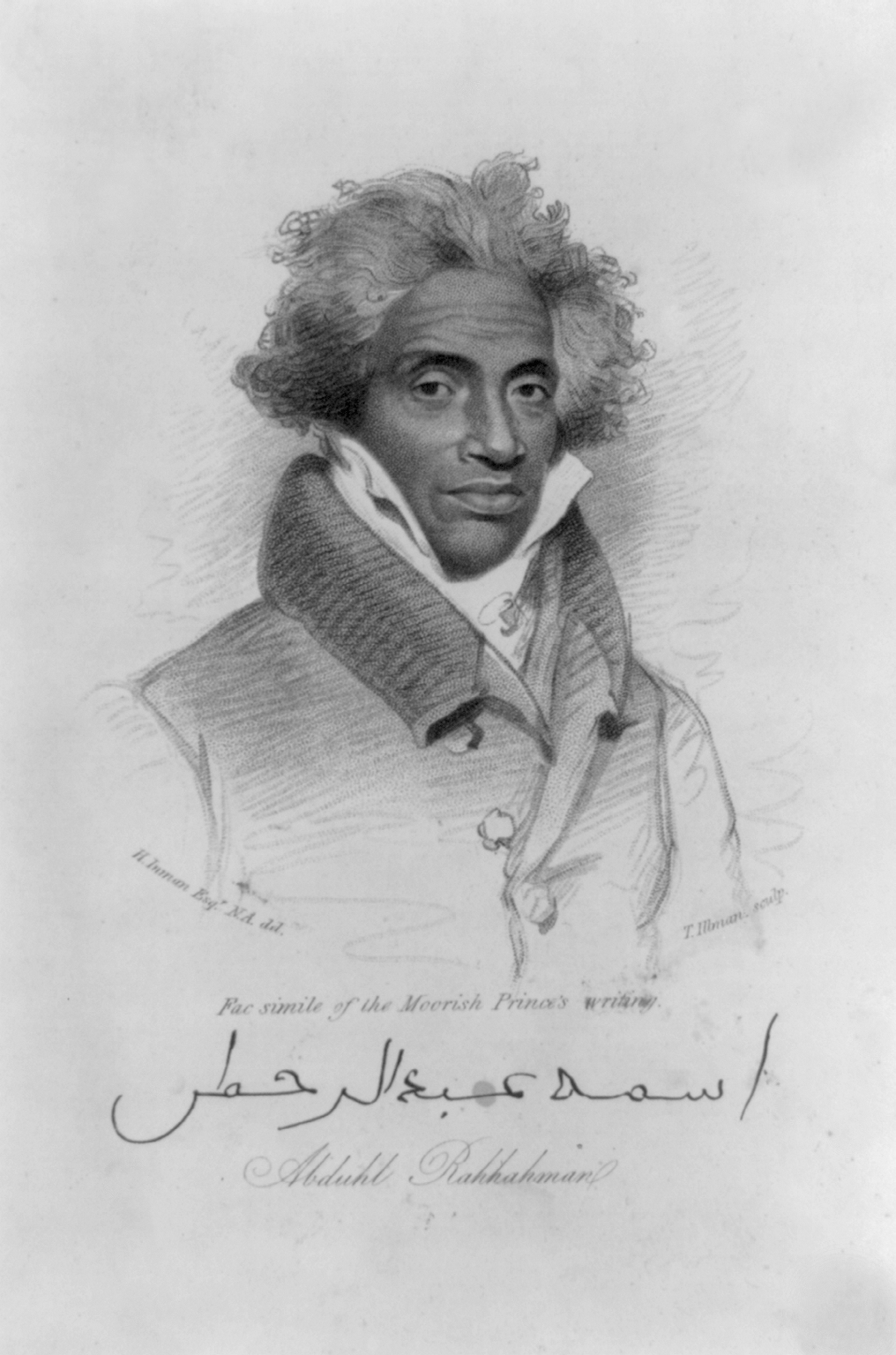
美國國會圖書館收藏的阿卜杜勒-拉赫曼·易卜拉欣·索里素描畫像。

阿卜杜勒-拉赫曼·本·易卜拉欣·索里（英語：Abdul Rahman Ibrahima Sori，阿拉伯语：‎，1762年—1829年7月6日）是一位來自西非幾內亞富塔賈隆地區的王子及埃米爾（指揮官）。他於1788年被俘，被奴隸販子賣到美國。其奴隸主湯瑪斯·福斯特（Thomas Foster）發現他的血統後，開始稱他為「王子」（Prince），阿卜杜勒-拉赫曼臨終時仍然使用著這個頭銜。他度過了40年奴隸生涯，於1828年獲釋，次年返回非洲，但在抵達後幾個月內在賴比瑞亞去世。

## 早年生活
阿卜杜勒-拉赫曼是富拉尼人的一位穆斯林王子，1762年出生在廷巴克圖，為易卜拉欣·索里與摩爾人妻子所生。五歲時，其父舉家搬遷到位於今日幾內亞境內的廷姆博。1776年，易卜拉欣·索里在此處建立政教合一的富塔賈隆伊瑪目國。阿卜杜勒-拉赫曼在傑內和廷巴克圖的伊斯蘭學校學習，他會說阿拉伯語，還至少會說四種非洲語言（班巴拉語、富拉語、曼丁哥語、雅隆卡語）。1781年回國後，他加入軍隊，成為一名軍團長（埃米爾），參加征服班巴拉人的戰役。1788年，他奉命指揮2000名騎兵對抗Heboh人，後者不斷騷擾中間航道的歐洲船隻，富拉尼人正是通過這條航道出售在戰爭中俘獲的奴隸，以換取維持生計的穀物。他最初擊敗了赫博人，但後來赫博人在山上伏擊了他的騎兵。阿卜杜勒-拉赫曼拒絕逃跑，被槍擊中，隨後被俘虜並淪為奴隸。被俘時他已婚並育有一子，其子1828年在廷姆博擔任軍事指揮官。

## 淪為奴隸
被俘的阿卜杜勒-拉赫曼被帶往岡比亞河，出售給了一艘名為「非洲」號（Africa）的奴隸船，據說該船以「兩瓶朗姆酒、八手煙草、兩瓶粉末和幾把火槍」的代價買下了他。他被用船途經多米尼克轉運到新奧爾良，隨後被帶到了密西西比領地的納奇茲。在那裡，他與另外一名奴隸被以950美元的價格賣給了湯瑪斯·福斯特。經歷了早期的一次失敗的逃跑嘗試後，他在38年以後終於獲得自由。1794年耶誕節，他娶了福斯特的女奴伊莎貝拉（Isabella），最終二人生了九個孩子。伊莎貝拉在1797年加入浸信會，儘管阿卜杜勒-拉赫曼在1818年定期與家人一起參加禮拜，但他仍然反對基督教中那些與他成長過程中的伊斯蘭信仰相矛盾的方面，尤其是三位一體的教義，同時，他也批評基督教在美國種植園奴隸制的背景下的實踐方式。
他受到種植園裡其他奴隸的尊重，並被視為忠誠和值得信賴的人，他表現出管理牛群和監督其他奴隸種植棉花的才能，由於這種地位，他被允許步行到密西西比領地華盛頓的一個當地市場賣蔬菜。1807年，他在那裡意外遇到了一位老熟人——約翰·科茨·考克斯博士（Dr. John Coates Cox）。1780年代，考克斯曾是西非海岸的一艘英國船上的外科醫生，當時他在岸上迷路受傷，被他的船拋棄。出於好奇，阿卜杜勒-拉赫曼救了考克斯，將他帶到廷姆博。考克斯在那裡痊癒，又阿卜杜勒-拉赫曼的家中住了六個月，隨後，阿卜杜勒-拉赫曼將他送回海岸尋找回家的交通工具。不料數十年後二人在華盛頓市場偶然相遇，彼此都認出了對方。考克斯隨後提出以1000美元的價格從福斯特手中購買「王子」，這樣他就可以回到非洲了。考克斯甚至拉來密西西比領地總督羅伯特·威廉姆斯幫忙。然而福斯特不願意出售，他認為阿卜杜勒-拉赫曼是種植園不可或缺的一部份，尤其是由於其對其他奴隸的積極影響。直到1816年去世前，考克斯一直繼續為阿卜杜勒-拉赫曼尋求自由，但無濟於事。考克斯的兒子威廉·盧梭·考克斯（William Rousseau Cox）再次提出購買「王子」並將其釋放，但同樣被斷然拒絕。
1826年，在當地報社記者安德魯·馬沙爾克的鼓勵下，阿卜杜勒-拉赫曼用阿拉伯文給家人寫了一封信，這封信通過美國參議員湯瑪斯·巴克·里德轉交給了摩洛哥駐美國領事。領事將這封信交給了摩洛哥蘇丹阿卜杜勒-拉赫曼二世。蘇丹要求美國總統約翰·昆西·亞當斯和國務卿亨利·克萊介入，以釋放幾名被扣押的美國人為條件換取其自由。1828年，福斯特被迫同意免費釋放阿卜杜勒-拉赫曼，將其移交給馬沙爾克夫婦，條件是美國政府將其送往非洲。福斯特還允許馬沙爾克從納奇茲市民那裡籌款，以200美元的折扣價為伊莎貝拉贖身。阿卜杜勒-拉赫曼夫婦前往巴爾的摩會見了克萊，並於5月15日會見了亞當斯總統，阿卜杜勒-拉赫曼向亞當斯總統表達了他希望看到他的五個兒子和八個孫子也獲得解放的願望。他給密西西比領地的孩子們寫了一封信，描述了這次會面。

## 移民
在離開美國之前，阿卜杜勒-拉赫曼夫婦開始了在北方多個城市長達10個月的募捐之旅，透過媒體、個人露面、美國殖民協會和政治家的渠道募集捐款，用於解放在納奇茲的家人。他常常身著摩爾人的服飾，給人留下東方的印象，以期將自己以摩爾人的身份與典型的非洲黑奴區分開來。他以一種能夠吸引觀眾的方式來展示自己，告訴商人他將建立新的貿易，向傳教士承諾他將為他們傳福音，他在對美國殖民協會演講時承諾支持他們的賴比瑞亞殖民地。聾人教育先驅湯瑪斯·霍普金斯·加勞德特牧師是他的一名值得注意的支持者。這種與廢奴主義者高度公開的合作激怒了福斯特和馬沙爾克，他們認為這違反了給予他自由的協定，在亞當斯總統競選連任期間，馬沙爾克發表文章攻擊阿卜杜勒-拉赫曼和亞當斯總統。後來，亞當斯總統在1828年總統選舉中敗於安德魯·傑克森，無緣連任。
1829年2月9日，阿卜杜勒-拉赫曼夫婦乘坐「哈里特」號（Harriet）離開維吉尼亞州的諾福克，此時他僅僅籌集到了4000美元，而讓兒孫獲取自由總共需要10000美元。這次前往賴比瑞亞之旅由美國殖民協會資助。在抵達賴比瑞亞後，他寫信給美國，爭取資金以釋放他的孩子，他還報告了計劃訪問自己祖國並建立貿易的計劃，但他也說自己「身體不適，但好多了」。儘管他以完全接受基督教為藉口獲得了支持和交通工具，但他「一看到」非洲就完全回歸了伊斯蘭教的全面實踐中。1829年7月6日，他和其他30名「哈里特」號乘客在抵達後的幾個月內就死於肆虐該地區黃熱病，享年約67歲，他再也沒有見到自己的祖國富塔賈隆或他的孩子們。

## 遺產
阿卜杜勒-拉赫曼夫婦籌集到的資金僅換回了兩個兒子及他們家人的自由。在阿卜杜勒-拉赫曼去世後一年，這八個兒孫在蒙羅維亞與伊莎貝拉團聚。而就在阿卜杜勒-拉赫曼去世的同一年，福斯特也去世，阿卜杜勒-拉赫曼仍未獲得自由的兒孫則被當作財產被分配給了福斯特的繼承人們。
2007年，安德里亞·卡林執導了一部描繪阿卜杜勒-拉赫曼人生的電影《奴隸中的王子》。該劇改編自特里·奧爾福德（Terry Alford）早期的同名傳記，由摩斯·戴夫講述，在PBS播出。

## 外部連結
- Film Challenges Convention on Muslims, Africans, Slave-Era America （页面存档备份，存于）